# 日御子站
日御子站（日语：／ Hinomiko eki */?）是位於石川縣白山市日御子町，北陸鐵道的石川線車站。車站編號為I16。

## 車站構造
車站是一座地面車站，設有1面1線單式月台。此站是無人車站。車站鄰近北陸鐵道的日御子變電站。在此站靠近鶴來一方0.6公里曾經設有月橋停留所，現已廢止。
列車靠近時，往野町方向為左側上落，往鶴來方向為右側上落。
| 路線    | 上下行 | 方向     | 備註     |
| ------- | ------ | -------- | -------- |
| ■石川線 | 上行   | 野町方向 | 左側上落 |
| ■石川線 | 下行   | 鶴來方向 | 右側上落 |

## 歷史
- 1925年9月5日：車站啟用。
- 2019年4月1日：增設車站編號[2]。

## 使用狀況
根據「白山市統計書」，以下為一日平均上下車人次：
| 年度   | 1日平均 上下車人次 |
| ------ | ------------------ |
| 2000年 | 245                |
| 2001年 | 232                |
| 2002年 | 226                |
| 2003年 | 221                |
| 2004年 | 211                |
| 2005年 | 206                |
| 2006年 | 199                |
| 2007年 | 183                |
| 2008年 | 197                |
| 2009年 | 198                |
| 2010年 | 198                |
| 2011年 | 187                |
| 2012年 | 186                |
| 2013年 | 205                |
| 2014年 | 192                |
| 2015年 | 180                |
| 2016年 | 183                |
| 2017年 | 180                |
| 2018年 | 175                |

## 車站周邊
- 六郎塚・杉
- JA白山（日语：白山農業協同組合）藏山分店
- RBCONTROLS（日语：アール・ビー・コントロールズ）鶴來工場
- NIKKO鶴來工場
- 石川縣道179號野野市鶴來線（日语：石川県道179号野々市鶴来線）（鶴來街道）
- 石川縣道45號金澤鶴來線（日语：石川県道45号金沢鶴来線）
- 國道157號（日语：国道157号）

## 相鄰車站
北陸鐵道
■石川線
小柳（I15）－日御子（I16）－鶴來（I17）

## 外部連結
- 北陸鐵道日御子站 （页面存档备份，存于）